# Sidi Ifni
Sidi Ifni (Arabisch: سيدي إفني, Berbers: ⵉⴼⵏⵉ) is een stad in het zuidwesten van Marokko aan de Atlantische Oceaan. De stad telt ongeveer 20.000 inwoners. De voornaamste economische activiteit is de visserij. Het stadsplein van Sidi Ifni wordt volledig gedomineerd door de Spaanse architectuur, gebouwd van 1934 en daarna.

## Geschiedenis

### Keerpunten in de geschiedenis van Sidi Ifni
- 1476: Bezet door Spanje
- 1524: De stad wordt heroverd door heersers van de Saadidynastie.
- 1860: Als onderdeel van het Verdrag van Tétouan komt Sidi Ifni opnieuw in Spaanse handen.
- 1934: De Spanjaarden nemen Sidi Ifni volledig in bezit.
- 1966: Het begin van de gesprekken tussen Spanje en Marokko over de status van Sidi Ifni.
- 1969: De Spanjaarden verlaten Sidi Ifni. De stad en het omliggende gebied wordt onderdeel van Marokko.

### Van Spaanse enclave tot Marokkaanse stad
In 1476 bezette Spanje een enclave in de regio waar vandaag Sidi Ifni ligt en de Spanjaarden noemden hun vestiging Santa Cruz de la Mar Pequeña. Het gebied bleef in Spaanse handen tot het werd heroverd door heersers van de Saadidynastie.
Er wordt vanuit een historisch standpunt beweerd dat Sidi Ifni op de locatie van Santa Cruz de la Mar Pequeña lag, een regio die Spanje trachtte te verkrijgen omwille van een klein kustfort, waarvan geen enkele historicus de exacte locatie heeft kunnen achterhalen, ergens langs de kust van het zuiden van Agadir tot Tarfaya. Na de oorlog tussen Spanje en Marokko ging Marokko er in 1860 mee akkoord dat Sidi Ifni en het territorium van Ifni tot Spanje behoorde. Het akkoord maakte deel uit van het Verdrag van Tétouan. In de periode waarnaar men weleens verwijst als de Scramble for Africa verwierf Spanje in 1884 de huidige Westelijke Sahara. Spanje bestuurde Sidi Ifni en de Westelijke Sahara gezamenlijk hoewel de laatstgenoemde officieel bekendstond als de Spaanse Sahara, of Río de Oro en Saguia el-Hamra.
Marokko viel het gebied Ifni binnen in 1957 (buiten de hoofdstad, Sidi Ifni). In 1969 deed Spanje onder Marokkaanse druk afstand van Sidi Ifni.

## De haven

### De haven van weleer
De toegang voor het transport over zee was aanvankelijk zeer beperkt in de haven van Sidi Ifni. De boten gingen voor anker in volle zee en hun lading werd vervoerd in kleine sloepen om uiteindelijk te worden gelost op het strand dat langs de stad loopt. Het eerste havenproject dateert van 1945 maar kende geen opvolging.
De vuurtoren van Sidi werd gebouwd in 1949. In 1950 wordt een tweede havenproject bestudeerd waar later van werd afgezien. De voornaamste moeilijkheden waren het ontbreken van voldoende diepgang over een redelijke afstand, de hoogteafstand van de sterke zeedeining en de sterke wind die soms dagen aan een stuk ononderbroken waaide.
Een derde project werd in 1955 toevertrouwd aan het bedrijf Cubiertas maar was onzeker tot 1962. Het project bestond uit de constructie van een aanlegkaai in de vorm van een eiland over een afstand van 1.300 meter, 12 meter hoog, 13 meter diepliggend in de oceaan en verbonden met het vasteland door een ingenieus mechanisme ontworpen door het Franse bedrijf Neyrpic. Het mechanisme bestond uit een krachtige kabelbaan, uitgerust met automatisch voortgesleepte lorries met een vermogen van 260 paardenkracht. Een platform dat hing onder de lorries diende voor het transport van de goederen en passagiers. De werken begonnen in 1962 en werden beëindigd in 1965. Het systeem, uniek in de wereld, kostte destijds het equivalent van 40.000.000 dirham. Dit systeem demonstreert het voordeel van het vermijden van verzanding. Ieder beschermd kustdok bevindt zich in de buurt van sedimentbronnen die een valstrik vormen. Die zandbanken verkleinen namelijk de diepgang waardoor de haven onbruikbaar wordt.
In 1980 wordt er beslist een eerste stuk van de nieuwe haven te bouwen. De realisatie van het project loopt van 1984 tot 1988. Het nieuwe havengedeelte wordt in 1989 in gebruik genomen. Daarna wordt de haven opnieuw uitgebreid van juli 1999 tot augustus 2000.

### De haven van Sidi Ifni vandaag
In de haven van Sidi Ifni wordt gebruikgemaakt van de zogeheten palangriers, boten van ongeveer vijf meter speciaal aangepast aan de long line fishing methode. Er zijn er meer dan 20.000 aan de Marokkaanse kust. Het merendeel van deze boten wordt gebouwd in Essaouira. De boten trotseren de zware golven en de deining van de Atlantische Oceaan. Ze bezitten uitzonderlijke vlooteigenschappen.

## Bezienswaardigheden
Het centrum van Sidi Ifni wordt gekenmerkt door de Art deco architectuur. Het Hassan II plein bestaat onder meer uit een Andalusische tuin en betegelde fontein. Verder zijn er in Sidi Ifni nog het Spaanse consulaat en de vuurtoren, eveneens opgetrokken in art-decostijl. ’s Zondags is er een soek op een verlaten landingsbaan in de buurt van de stad.

## Geboren
- Ayad Lamdassem (1981), Marokkaans/Spaans atleet

## Voetnoten
1. ↑  Berekening 2008 World Gazetteer